# العلاقات الزامبية الكونغوية
العلاقات الكونغولية الزامبية هي العلاقات الثنائية التي تجمع بين جمهورية الكونغو وزامبيا.

## مقارنة بين البلدين
هذه مقارنة عامة ومرجعية للدولتين:
| وجه المقارنة                                              | جمهورية الكونغو | زامبيا                         |
| --------------------------------------------------------- | --------------- | ------------------------------ |
| المساحة (كم2)                                             | 342.00 ألف      | 752.62 ألف                     |
| عدد السكان (نسمة)                                         | 5.26 مليون      | 17.09 مليون                    |
| الكثافة السكانية (ن./كم²)                                 | 15.38           | 22.71                          |
| العاصمة                                                   | برازافيل        | لوساكا                         |
| اللغة الرسمية                                             | لغة فرنسية      | لغة إنجليزية                   |
| العملة                                                    | فرنك وسط أفريقي | كواشا زامبي، كواشا زامبي قديم ‏ |
| الناتج المحلي الإجمالي (بليون دولار)                      | 8.72 مليار      | 25.81 مليار                    |
| الناتج المحلي الإجمالي (تعادل القوة الشرائية) بليون دولار | 29.48 مليار     | 62.18 مليار                    |
| الناتج المحلي الإجمالي الاسمي للفرد دولار أمريكي          | 1.85 ألف        | 1.30 ألف                       |
| الناتج المحلي الإجمالي للفرد دولار أمريكي                 |                 | 3.90 ألف                       |
| مؤشر التنمية البشرية                                      | 0.591           | 0.586                          |
| رمز المكالمات الدولي                                      | +242            | +260                           |
| رمز الإنترنت                                              | .cg             | .zm                            |
| المنطقة الزمنية                                           | ت ع م+01:00     | ت ع م+02:00                    |

## منظمات دولية مشتركة
يشترك البلدان في عضوية مجموعة من المنظمات الدولية، منها:
| علم المنظمة | اسم المنظمة                                 | تاريخ انضمام جمهورية الكونغو | تاريخ انضمام زامبيا |
| ----------- | ------------------------------------------- | ---------------------------- | ------------------- |
|             | البنك الدولي للإنشاء والتعمير               | 10 يوليو 1963                | 23 سبتمبر 1965      |
|             | يونسكو                                      | 24 أكتوبر 1960               | 9 نوفمبر 1964       |
|             | منظمة التجارة العالمية                      | ?                            | ?                   |
|             | وكالة ضمان الاستثمار متعدد الأطراف          | 16 أكتوبر 1991               | 6 يونيو 1988        |
|             | البنك الإفريقي للتنمية                      | ?                            | ?                   |
|             | منظمة الشرطة الجنائية الدولية               | ?                            | ?                   |
|             | مؤسسة التمويل الدولية                       | 1 أكتوبر 1980                | 23 سبتمبر 1965      |
|             | الأمم المتحدة                               | 20 سبتمبر 1960               | 1 ديسمبر 1964       |
|             | الاتحاد الأفريقي                            | ?                            | ?                   |
|             | مجموعة دول أفريقيا والكاريبي والمحيط الهادئ | ?                            | ?                   |
|             | مؤسسة التنمية الدولية                       | 8 نوفمبر 1963                | 23 سبتمبر 1965      |
|             | منظمة حظر الأسلحة الكيميائية                | ?                            | ?                   |
|             | المركز الدولي لتسوية المنازعات الاستشارية   | 14 أكتوبر 1966               | 17 يوليو 1970       |